# La Tendresse (chanson)
Pour les articles homonymes, voir La Tendresse.
Pistes de super 45 tours
Vive la mariée
La Tendresse est une chanson française dont le texte a été écrit par Noël Roux et la musique composée par Hubert Giraud. Bourvil l'a interprétée en 1963 et Marie Laforêt l'a reprise l'année suivante. Le compositeur a co-édité l'œuvre avec les éditions SEMI. Ce titre a fait l’objet de nombreuses reprises et interprétations.

## Texte et musique

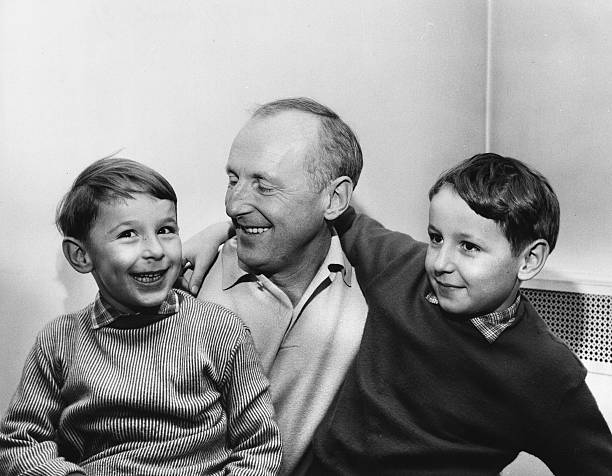
Bourvil et ses enfants
en 1959.

Le texte présente la tendresse humaine comme naturelle, consolatrice des amertumes de l'existence et même indispensable à l'amour universel. Particulièrement émouvante, la musique au rythme à trois temps évoque une valse que le mode mineur imprègne de nostalgie.

## Distribution
La chanson est distribuée dans un super 45 tours avec trois autres chansons de Bourvil, puis dans un album 33 tours, 30 cm, chez Pathé Marconi.

## Reprises et interprétations
Cette chanson est reprise dès 1964 par Maurice Chevalier, ainsi que dans l'album Viens sur la montagne de Marie Laforêt. Elle figure dans la compilation Tendre Bourvil, sortie en 1973.
La chanson a aussi été interprétée par de nombreux artistes dont Allan Vermeer, Maurane, le groupe de reggae Kana, Morice Benin, Michèle Bernard, Nolwenn Leroy, Patrick Fiori, le Trio Esperança, Luc Arbogast, Corinne Sauvage, Mouloudji, Jean Lefebvre, Kids United, Debout sur le zinc, Zaz et Jenifer pour les Enfoirés… Il existe aussi une version en yiddish (avec un couplet en français) par le groupe Les Yeux noirs, sous le titre Liebkeit (la Tendresse) sur l'album Balamouk.
Ce titre est à distinguer de la chanson intitulée La Tendresse interprétée en 1973 par Daniel Guichard, dont texte et musique diffèrent.
En mars 2020, à l'initiative du guitariste Valentin Vander, quarante-cinq musiciens et chanteurs reprennent, depuis leur lieu de confinement, La Tendresse sous la forme d'une Symphonie confinée, en soutien aux victimes de la pandémie de Covid-19, interprétation diffusée le 29 mars 2020.
En 2020, la chanson est reprise par Margaux Joubert dans le cadre d'une publicité.
En mai 2021, l'artiste italien Stefano Mauro (Pepemauro) propose une réécriture de la chanson en italien.
En mai 2022, le chanteur Renaud reprend cette chanson à l’occasion de son album de reprise Métèque.